# Pierre Tillon
Pour les articles homonymes, voir Tillon.
Pierre Tillon est un footballeur français né le 23 avril 1931 à Erquy (Côtes-du-Nord) et mort le 14 novembre 2011 à Saint-Alban (Côtes-d'Armor). 
Il joue notamment à l'UA Sedan-Torcy, comme attaquant, et remporte avec  ce club la Coupe de France en 1956.

## Carrière
- 1955-1958 :  UA Sedan-Torcy
- 1958-1960 :  Olympique de Marseille
- 1960-1963 :  FC Metz[2]

## Palmarès
- Vainqueur de la Coupe de France en 1956 avec l'UA Sedan-Torcy
- Champion de France de Division 2 en 1955 avec l'UA Sedan-Torcy
- Vainqueur du Challenge des champions en 1956 avec l'UA Sedan-Torcy